# Eigil Hansen
Eigil Hansen je bivši danski hokejaš na travi.
Zadnji put se na Olimpijskim igrama pojavio na olimpijskom hokejaškom turniru 1948. u Londonu. Igrao za Dansku, a Danska je ispala u 1. krugu. 

## Vanjske poveznice
- Profil na Sports Reference.com  Arhivirana inačica izvorne stranice od 30. siječnja 2012. (Wayback Machine)